# Caranx crysos

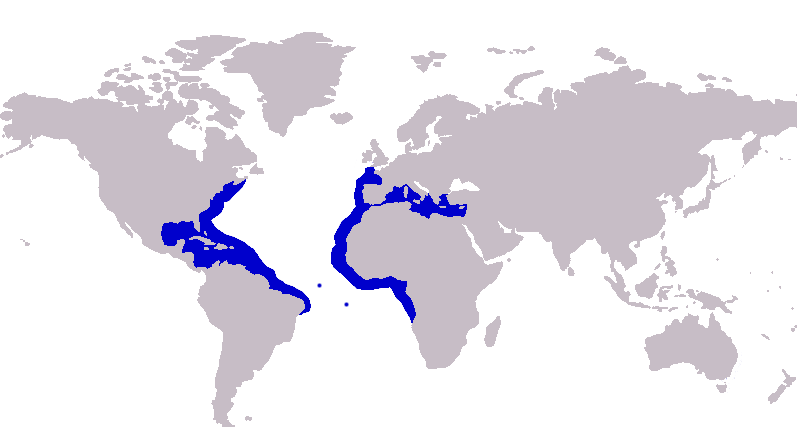
Verbreitungsgebiet

Caranx Crysos (auf Englisch „Blue runner“ oder „Bluestripe jack“)
ist eine Fischart aus der Gattung Caranx in der Familie
der Stachelmakrelen (Carangidae).

## Beschreibung
Der Körperbau ist oval-länglich und seitlich schmal. Mit einer Maximalgröße von 70 cm kann Caranx crysos
bis zu 5,1 kg wiegen. Die Farbe mittig-oberhalb vom Kopf bis zum Rücken variiert von bläulich-grün bis olivgrün und wird am Unterkörper vom Untermaul (Mund) bis zur Schwarz-Flosse silbergrau bis Messing-Farbig. Die Brust ist Schuppenlos.
Die Art hat insgesamt 35 bis 42 Kiemenrechen; 10 bis 14 am oberen Abschnitt und 25 bis 28 am unteren Abschnitt des Kiemenbogens, wobei dies das einzige Merkmal ist, das Caranx crysos von Caranx caballus unterscheidet. Es sind 25 Wirbel vorhanden.
- Flossenformel: Dorsale IX/22–25, Anale III/19–21

## Verbreitung
Sein Lebensraum erstreckt sich vom West-Mittelmeer bis (Nova Scotia) Süd-Osten von Kanada und der Westküste Afrikas bis nach Brasilien, im Süd-Atlantik und auch in der Karibik ist sein Lebensraum.
In der Regel lebt Caranx crysos in Schulen küstennah, auch im Brackwasser. Er wurde jedoch auch schon in Wassertiefen über 100 m gesichtet. Diese Art ist ein äußerst schnell schwimmender Raubfisch und es ist auch bekannt, dass diese Art, die Exkremente der Delfine frisst. Sie sind nicht nur wichtige Raubtiere, sondern auch eine wichtige Beute für viele größere Arten, darunter Fische, Vögel und Delfine.

## Fortpflanzung
Je nach Habitat erlangt Caranx crysos die Geschlechtsreife bei einer Länge von ca. 22,5 und 28 cm. Abgelaicht wird wahrscheinlich im offenen Meer. Die Weibchen produzieren durchschnittlich zwischen 41.000 und 1.546.000 Eier (größere Fische produzieren mehr Eier als kleinere). Eier und Fischlarven sind pelagisch. Wenn die Fische heranwachsen, ziehen sie oft in Lagunen und Riffe in Festlandnähe, bevor sie zu Beginn der Geschlechtsreife langsam zu tieferen Außenriffen gelangen.